# Peter O'Donnell
Peter O'Donnell   (Lewisham, 11 d'abril de 1920 - Brighton, 3 de maig de 2010), va ser un escriptor i periodista anglès, conegut per ser el guionista de la sèrie de còmics Modesty Blaise. També va escriure novel·les de misteri i novel·les romàntiques amb el pseudònim de Madeleine Brent.

## Biografia i obra
O'Donnell va néixer el 13 d'abril del 1929 a Lewisham, districte londinenc del Regne Unit. El seu pare, Bernard O'Donnell, era periodista de successos del diari Empire News. O'Donnell va començar a escriure professionalment amb setze anys, puix que és quan va vendre la seva primera història titulada "The Lucky Break" i amb disset anys ja escrivia guions per a còmics infantils.
La Segona Guerra Mundial va estroncar la seva vocació, ja que s'hi va incorporar com a sotsoficial, i les vivències de la guerra li servirien per escriure algunes novel·les històriques. El varen enviar com a operador de ràdio amb el destacament de comunicacions de la Royal Army Corps a Pèrsia, l'actual Iran; en un camp de refugiats va veure una nena dels Balcans, aquesta nena la va descriure en la revista Crime Time, com "una petita figura alçada que caminava com una princesa". Posteriorment, des del 1942, el varen enviar a Síria, Egipte, el Sàhara i Itàlia, i el 1944 a Grècia, però no va poder oblidar mai la imatge d'aquella nena en la qual es va inspirar el seu personatge més carismàtic, Modesty Blaise; aquesta va tenir una infància de lluita constant, posada a prova en la soledat, la por, en perills extrems i tota mena de penalitats; en definitiva, una nena amb una voluntat de supervivència extrema. Una vegada adulta es va transformar en una dona, exdirectora d'una organització criminal internacional coneguda amb el nom de The Network. Quan Modesty va deixar l'organització se'n va anar a viure a un àtic de Londres, des d'on viu les seves aventures com a espia. Modesty Blaise es va començar a publicar en còmic el 1963, en el diari London's Evening Standard. Al llarg dels set primers anys el dibuixant de les tires fou Jim Holdaway, fins a la seva mort el 1970; va agafar-ne el relleu el dibuixant Enrique Badía Romero, fins a la cancel·lació de la sèrie el 2010. El 1966 se'n va fer una pel·lícula dirigida per Joseph Losey.
O'Donnell, una vegada acabada la guerra, va tornar a escriure guions de còmics i va treballar com a freenlance per a diversos diaris. Alguns dels personatges que va crear foren Eve, el mariner Tug Transon, Better of Worse, el milhomes i forçut Ghart; des del 1953 fins al 1966 i del 1956 al 1962 va treballar amb el dibuixant Jim Holdaway, en Romeo Brown, un detectiu privat amb aires de conquistador. També va fer per al Daily Express l'adaptació de la novel·la de James Bond Dr. No.
A la dècada dels vuitanta va escriure una obra de teatre que es va representar durant força temps, s'anomenava Mr. Fothergill's Murder.
Del personatge de Modesty Blaise, va deixar escrit que després que ell ja no pogués escriure el personatge no se'n fes cap més història. Peter O'Donnell va morir el 3 de maig de 2010, a Brighton, a l'edat de noranta anys. Patia la malaltia de Parkinson. Estava casat amb Constance i tenia dues filles, Jill i Janet.